# ليو روبن
ليو روبن (بالإنجليزية: Leo Robin)‏ هو مؤلف موسيقى تصويرية وكاتب أغاني وملحن وشاعر أمريكي، ولد في 6 أبريل 1900 في بيتسبرغ في الولايات المتحدة، وتوفي في 29 ديسمبر 1984 في كاليفورنيا في الولايات المتحدة بسبب مرض.

## وصلات خارجية
- ليو روبن على موقع IMDb (الإنجليزية)
- ليو روبن على موقع ميوزك برينز (الإنجليزية)
- ليو روبن على موقع أول موفي (الإنجليزية)
- ليو روبن على موقع قاعدة بيانات برودواي على الإنترنت (الإنجليزية)
- ليو روبن على موقع قاعدة بيانات الأفلام السويدية (السويدية)
- ليو روبن على موقع إن إن دي بي (الإنجليزية)
- ليو روبن على موقع أول ميوزيك (الإنجليزية)
- ليو روبن على موقع ديسكوغز (الإنجليزية)
- ليو روبن على موقع كينوبويسك (الروسية)